# Lolita
Lolita (1955) je román Vladimira Nabokova. Poprvé byl vydán v Paříži roku 1955 v anglickém jazyce, později byl autorem přeložen do ruštiny a v roce 1967 vydán v New Yorku. Román je mezinárodně uznáván díky inovativnímu slohu. Kvůli svému obsahu je považován za velmi kontroverzní, jeho protagonista Humbert Humbert je totiž sexuálně přitahován dvanáctiletou dívkou jménem Dolores Haze. Do češtiny román přeložil Pavel Dominik.
Po svém vydání se toto dílo stalo klasikou, je jedním z nejznámějších a nejkontroverznějších románů literatury 20. století. Jméno Lolita se stalo součástí jazyka jako označení sexuálně přitažlivé nezletilé dívky.
Román byl dvakrát zfilmován, poprvé v roce 1962 (Lolita), režisérem Stanley Kubrickem. Hlavního hrdinu hrál James Mason. Druhý film byl natočen v roce 1997 (Lolita), režíroval jej Adrian Lyne a hlavního hrdinu ztvárnil Jeremy Irons.

## Děj
Lolita se skládá ze dvou částí a 69 kapitol. Vypráví ji Humbert Humbert, literární vědec narozený roku 1910 v Paříži švýcarskému otci a anglické matce. Humbert je sužován chorobnou touhou po malých holčičkách, pro něž vynalezl vlastní pojmenování „nymfičky“. Humbert se domnívá, že jeho posedlost děvčátky způsobila předčasná smrt jeho dětské lásky, Annabel Leighové, když oběma zamilovaným bylo čtrnáct let. V roce 1947 se Humbert po neúspěšném manželství stěhuje do Ramsdale, malého města v Nové Anglii, aby mohl napsat svou literárně teoretickou práci. Pronajme si pokoj v domě ovdovělé Charlotty Hazeové. Během úvodní prohlídky domu není spokojen s nepořádkem, ale seznámí se s dvanáctiletou dcerou paní domácí, Dolores (které říká také Dolly, Lolita, Lola, Lo, nebo L), do níž se ihned zamiluje. Humbert se v domě rozhodne bydlet jen proto, aby mohl Lolitě zůstat na blízku. Ačkoliv je děvčetem doslova posedlý, je velmi kritický vůči její úzkoprsosti a oblibě v tehdejší americké popkultuře (obzvláště pak filmech pro mládež a komiksech).
Osamělá a exaltovaná Charlotta se do svého nájemníka zamiluje, a když Lolitu odveze na letní tábor, dává Humbertovi na výběr: Buď si ji vezme za manželku, nebo se odstěhuje. Humbert chce i nadále žít po boku Lolity, a proto se sňatkem sice neochotně, ale přesto souhlasí. Charlotta netuší, že je Humbertovi ve skutečnosti pro smích, Humbert se jí snaží uspávat prášky, aby ji v noci nemusel uspokojovat. Stejně tak Charlotta neví o Humbertově vášni pro její dceru Lolitu. Ovšem jen do té doby, než si přečte jeho tajný deník. Jakmile zná Humbertovy pravé úmysly a city, rozhodne se s Lolitou utéct a Humbertovi vyhrožuje, že veřejně odhalí jeho pravou tvář „hnusného starého chlípníka“. Náhoda však zahraje do karet Humbertovi: když rozrušená Charlotta Hazová přechází ulici, aby podala kompromitující dopisy, srazí ji projíždějící auto a ona na místě umírá.
Humbert vyzvedne Lolitu z tábora, předstíraje, že je její matka v nemocnici. Z obav, že by sousedé mohli pojmout nějaké podezření, se však nevrací do Ramsdale, a místo toho se ubytují v hotelu. Tam se Humbert potkává se zvláštním starším mužem (později se dozvídáme jeho jméno Claire Quilty), který jej podle všeho zná. V naději, že bude moci nic netušící Lolitu v tichosti zneužít, použije Humbert prášky na spaní. Ty však mají na jeho schovanku minimální účinek. K sexuálnímu styku nicméně dojde ráno. Ovšem je to podle Humbertových slov překvapivě on, kdo je sveden, nikoliv Lolita. Humbert zjišťuje, že není Lolitiným prvním milencem. Lolita se mu chlubí, že posbírala sexuální zkušenosti s kamarádem Charliem na táboře. Brzy na to Humbert Lolitě sděluje, že její matka ve skutečnosti není nemocná, ale mrtvá. Nezletilá Dolores se tak ocitá v bezvýchodné situaci, kdy je na svém otčímovi existenčně závislá a nemůže než hrát podle jeho pravidel.
Lolita a Humbert cestují napříč Amerikou, ze státu do státu, z motelu do motelu. Humbert svou nevlastní dceru manipuluje výhrůžkami (bude-li mluvit, skončí v polepšovně) a později si od ní sexuální služby kupuje výměnou za laskominy, komiksy i peníze. Ví, že Lolita jeho city nesdílí, a proto vyhoví i jejímu požadavku na změnu trasy cesty k zábavním centrům. Po roce kočovného života se usazují v dalším z měst Nové Anglie, kde Humbert nastupuje na místo asistenta na univerzitě Beardsley, a proto také Lolita začíná chodit do školy. Přestože škola je církevní, má velmi liberální vedení. Humbert je však rodičem velmi přísným a majetnickým, zakazuje Lolitě veškeré mimoškolní aktivity a jakékoliv styky s chlapci. Učitelé jeho chování vnímají jen jako projev lásky trochu staromódního, ale přesto velmi milujícího otce.
Když Lolita žadoní o účast ve školním divadelním představení, Humbert souhlasí jen výměnou za další sexuální služby. Neví však, že autorem oné divadelní hry je Claire Quilty, který se údajně přijel podívat i na jednu ze zkoušek a byl doslova unesen Lolitiným hereckým výkonem. Těsně před premiérou se Lolita a Humbert ošklivě pohádají, načež Lolita nečekaně vyjádří touhu odjet z města a navázat na předchozí kočovný život.
Humbert s Lolitou tedy opět cestují na západ. Tentokrát však Humbert opakovaně zjišťuje, že jsou sledováni neznámým autem. Nejprve se obává udání a sledování autem mravnostní policie. Pak svou nevlastní dceru začne podezírat z plánování útěku a z tajného spojenectví s jejich pronásledovatelem. Zmocňuje se ho žárlivost. Když Lolita onemocní a je hospitalizována, je Humbert poprvé po dlouhé době nucen přečkat noc bez ní. Když ji druhý den přijde navštívit do nemocnice, zjišťuje, že zmizela. Sestra mu sdělí, že si děvče odvezl strýček Gustav. Humbert ztropí skandál. Pak se pouští do zoufalého pronásledování únosce, určitý čas úspěšně sleduje zápisy únosce v hotelech, ale nakonec své pátrání vzdává a vrací se domů k psaní.
Jednoho dne roku 1952 se v Humbertově poštovní schránce objevuje dopis. Jeho dřívější schovanka je dnes sedmnáctiletá vdaná žena v nouzi a v očekávání ho prosí o peníze. Humbert ji navštíví ve špinavém a nuzném domku s autodílnou, konstatuje, že dívčí krása povadla a temperament s existenčními starostmi pohasl. Bohatou finanční výpomoc vyměňuje za jméno onoho „strýčka“, který ji tehdy unesl. Byl to Claire Quilty, bulvární spisovatel a producent pornografie. Byl autorem oné školní hry, v níž si Lolita vyprosila roli. To on ji odvezl z nemocnice v naději, že z ní udělá hvězdu svých pornografických filmů. Strávila u něj prázdniny, ale když odmítla hrát ve skupinovém pornofilmu, tak se jí zbavil. Vydělávala si, jak se dalo. Pak potkala svého budoucího manžela, neúspěšného venkovského automechanika Dicka, a vdala se za něj. On o její minulosti neví nic.
Humbert se Lolitě omluví za minulé hříchy, prosí ji, aby se k němu vrátila a slibuje lepší zítřky, ona však odmítne a Humbert se jí zhroutí v slzách k nohám. Když se rozloučí, Humbert posedlý pomstou vyrazí do Quiltyho rezidence. Pornokrál se mu vysmívá, že si nedokázal děvče udržet. Humbert svého soka po hádce a absurdním zápasu několika ranami rozstřílí, a tak dovrší kýženou pomstu. Cestou z místa činu bláznivě přejíždí autem z jednoho směru do druhého, a proto je policií pronásledován, nakonec zadržen a zatčen. Závěrem svého vyprávění se Humbert loučí s Lolitou a přeje jí vše dobré, čtenářům vysvětluje, že kniha, kterou drží v ruce, jsou jeho paměti, jež nesmějí být vydány dříve, než po Lolitině smrti.
Ve fiktivní předmluvě knihy stojí, že Humbert zemřel ve své cele na infarkt těsně po dokončení svých pamětí v závěru roku 1952. Lolita zemřela při porodu na Štědrý den roku 1952 i se svou novorozenou dcerou.

## Rozbor díla
Nabokovův tragikomický román je vyprávěn nespolehlivým vypravěčem Humbertem, jehož styl je typický slovními hříčkami a všudypřítomnou jízlivou kritikou americké společnosti. Humbertův humor tvoří působivý protipól tragické zápletky. Nápaditý styl románu je charakteristický zejména dvojsmysly, vícejazyčnými slovními hříčkami, přesmyčkami a neologismy. Například slovo nymfička již dnes žije vlastním životem a našlo si cestu do mnoha slovníků. Jméno jedné z postav knihy, Vivian Darkbloom, je přesmyčkou jména autorova.
Humbert své čtenáře mnohokrát žádá o pochopení, vysvětluje jim, že na svůj vztah s Dolores nikdy nebyl pyšný, že svého počínání naopak lituje. Když v jedné části knihy poslouchá hlasy dětí hrajících si na hřišti, je zasažen pocitem viny, protože si uvědomí, že Dolores vlastně připravil o dětství. Během jejich posledního setkání navíc pochopí, že ji stále miluje, ačkoliv už dávno není onou nymfičkou z jeho snů.
Někteří kritici považovali Humbertovu verzi událostí za pravdivou. Mezi jinými například spisovatel Robertson Davies, který Nabokova vypravěče plně omilostnil, když roku 1959 napsal, že Lolita „nepojednává o zkažení nevinného dítěte lstivým kriminálníkem, nýbrž o zneužívání slabého muže zkaženým dítětem. Nejde o vůbec příjemné téma, ale přesto o téma, k němuž by měly co říct zástupy sociálních pracovnic či psychiatrů.“ 
Většina spisovatelů však víc než v Humberta vkládala svou důvěru v Nabokovův cit pro jemnou ironii. Richard Rorty například ve své slavné interpretaci Lolity, Contingency, Irony, and Solidarity (může být přeloženo jako Nahodilost, ironie a sounáležitost) nazývá Humberta „lhostejnou zrůdou“. Sám Nabokov popsal svého slavného vypravěče jako „domýšlivého a krutého ubožáka“ či jako „odporného jedince“ (citováno v Levine, 1967).
Jeden z Lolitiných prvních zastánců, Lionel Trilling, upozorňoval roku 1958 na problematičnost jakékoliv interpretace této knihy z etického a morálního hlediska. Humberta považoval za vypravěče natolik výřečného, že dovedl oklamat i sebe sama. Podle Trillingových slov „jsme ještě víc šokovaní, když si uvědomíme, že jsme postupem času začali zneužívání, jež román popisuje, přehlížet…že jsme byli dokonce svedeni k účasti na tomto trestném činu, protože jsme naší představivosti dovolili zobrazit něco, o čem víme, že je to naprosto nepřípustné.“

## První vydání a ohlasy
Lolita byla dokončena roku 1953, žádné americké nakladatelství ji ale kvůli jejímu obsahu nebylo ochotno vydat. Se spoluprací souhlasilo až roku 1955 pařížské nakladatelství Olympia Press. Ačkoliv bylo první vydání o nákladu 5000 výtisků vyprodáno, kritiky zůstala kniha nepovšimnuta. Když však koncem roku 1955 nazval spisovatel Graham Greene v rozhovoru pro London Times Lolitu knihou roku, vyprovokovalo toto prohlášení reakci editora londýnského Sunday Express, který o Lolitě napsal, že je to „nejzvrácenější kniha, kterou kdy četl“ a že jde o „bezostyšnou pornografii“. Krátce na to vydalo britské ministerstvo vnitra příkaz všechny výtisky Nabokovovy knihy na hranicích zabavit. V prosinci 1956 byla Lolita na základě soudního procesu na dva roky zakázána také ve Francii. Když byla kniha nakonec vydána i v Británii, následný skandál ukončil politickou kariéru jednoho z jejích nakladatelů, Nigela Nicolsona.  Naproti tomu úředníci v USA byli z chystaného prvního vydání zpočátku nervózní, Nabokovův kontroverzní román však byl americkou veřejností přijat relativně klidně. Vydána byla roku 1958 a stal se z ní bestseller srovnatelný s Jihem proti Severu. 
Dnes je Lolita považována za jeden z nejlepších románů dvacátého století. Nabokov sám si této své knihy velmi považoval. V rozhovoru pro BBC v roce 1962 řekl: „Lolita je mou oblíbenkyní. Práce na ní byla nejobtížnější. Týkala se totiž tématu, které mi bylo velmi cizí, tak nepodobné čemukoliv, co jsem kdy prožil. Díky tomu jsem měl neobyčejnou možnost a potěšení naplno využít všechen svůj talent, abych jí dokázal vdechnout život.“